# Klamp
Klamp là một đô thị thuộc huyện Plön, trong bang Schleswig-Holstein, nước Đức. Đô thị Klamp có diện tích 9,72 km², dân số thời điểm 31 tháng 12 năm 2006 là 782 người.